# Władysław Ciepielowski

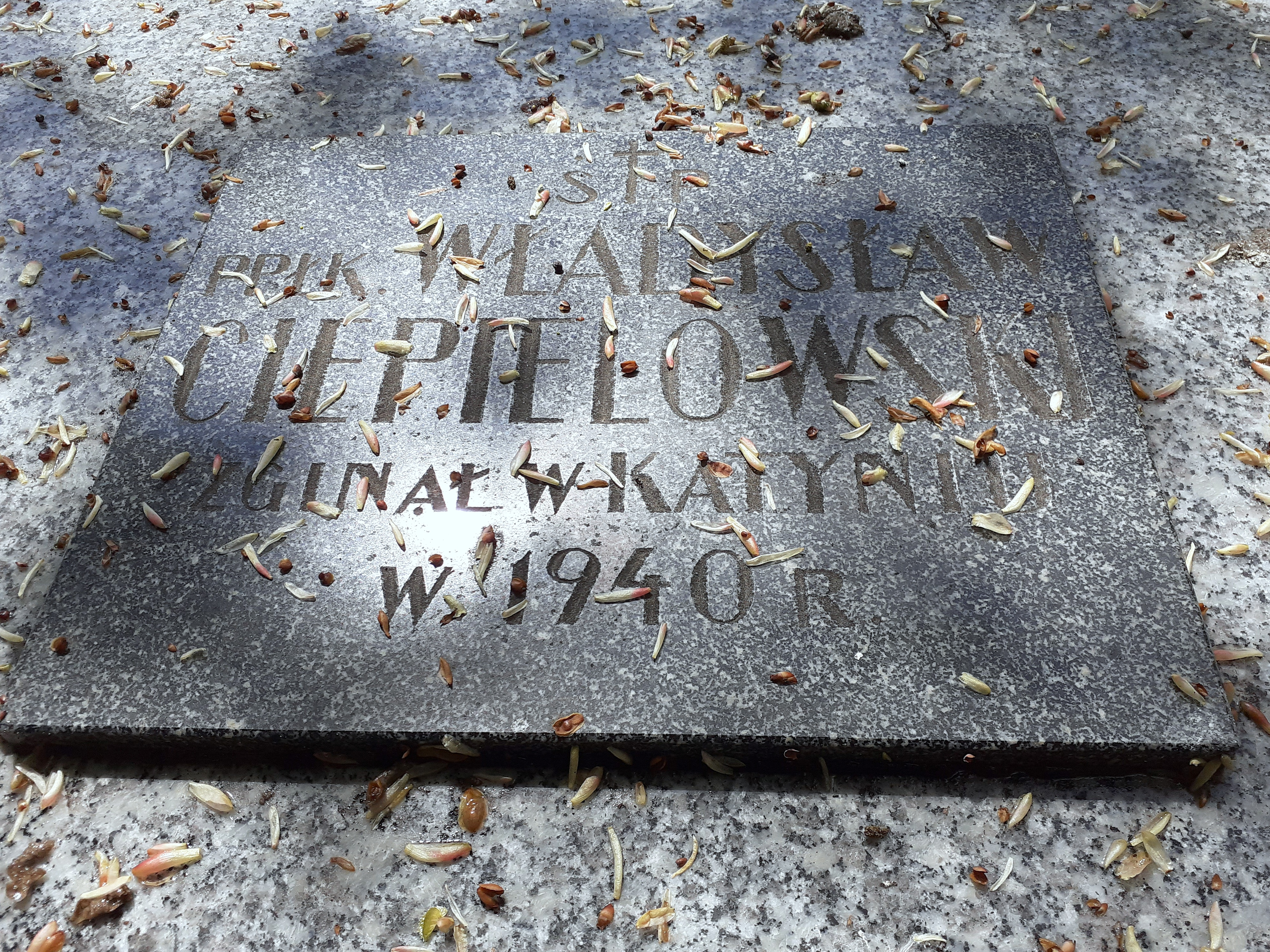
Symboliczne upamiętnienie ppłk. Władysława Ciepielowskiego na pomniku katyńskim na Cmentarzu Pobitno w Rzeszowie

Władysław Ciepielowski (ur. 3 czerwca 1893 w Dzikowcu, zm. wiosną 1940 w Charkowie) – podpułkownik piechoty Wojska Polskiego, działacz niepodległościowy, kawaler Orderu Virtuti Militari, ofiara zbrodni katyńskiej.

## Życiorys
Urodził się 3 czerwca 1893 we wsi Dzikowiec, w rodzinie Walentego i Kazimiery. Przed wybuchem I wojny światowej uczęszczał do c. k. II Gimnazjum w Rzeszowie.
 
Od sierpnia 1914 pełnił służbę w 3. kompanii VI batalionu Legionów Polskich w stopniu sierżanta–podoficera za frontem. Później służył w 1 pułku piechoty. 15 marca 1915 w gimnazjum w Nowym Sączu złożył przyśpieszony (wojenny) egzamin maturalny.
W 1919 został przyjęty do Wojska Polskiego i przydzielony do 17 pułku piechoty. W jednostce służył do 1934. 3 maja 1922 został zweryfikowany w stopniu kapitana ze starszeństwem z dniem 1 czerwca 1919 w korpusie oficerów piechoty. 18 lutego 1928 awansował na majora ze starszeństwem z dniem 1 stycznia 1928 i 32. lokatą w korpusie oficerów piechoty. W tym samym roku pełnił funkcję komendanta obwodowego przysposobienia wojskowego. W czerwcu 1934 został przeniesiony do Korpusu Ochrony Pogranicza na stanowisko dowódcy batalionu KOP „Czortków”. 27 czerwca 1935 prezydent RP nadał mu stopień podpułkownika z dniem 1 stycznia 1935 i 24. lokatą w korpusie oficerów piechoty. W 1939 pełnił służbę w Dowództwie Okręgu Korpusu Nr II w Lublinie na stanowisku kierownika 2 Okręgowego Urzędu Przysposobienia Wojskowego i Wychowania Fizycznego. Obowiązki kierownika urzędu łączył z funkcją dowódcy Wołyńskiej Półbrygady ON.
W czasie kampanii wrześniowej 1939 – po agresji ZSRR na Polskę – w nieznanych okolicznościach dostał się do niewoli sowieckiej. Przebywał w obozie w Starobielsku. Wiosną 1940 został zamordowany przez funkcjonariuszy NKWD w Charkowie i pogrzebany potajemnie w bezimiennej mogile zbiorowej w Piatichatkach, gdzie od 17 czerwca 2000 mieści się oficjalnie Cmentarz Ofiar Totalitaryzmu w Charkowie. Figuruje na Liście Starobielskiej NKWD, pod poz. 3664.

## Ordery i odznaczenia
- Krzyż Srebrny Orderu Wojskowego Virtuti Militari nr 7114[b]
- Krzyż Niepodległości – 13 kwietnia 1931 „za pracę w dziele odzyskania niepodległości”[17][18]
- Krzyż Kawalerski Orderu Odrodzenia Polski – 10 listopada 1933 „za zasługi na polu bezpieczeństwa publicznego oraz pracy społecznej”[19][20]
- Krzyż Walecznych dwukrotnie[21]
- Złoty Krzyż Zasługi – 10 listopada 1928[22][23]
- Srebrny Krzyż Zasługi – 3 sierpnia 1928 „za zasługi na polu przysposobienia wojskowego i wychowania fizycznego”[24][25]
- Medal Pamiątkowy za Wojnę 1918–1921[21][3]
- Medal Dziesięciolecia Odzyskanej Niepodległości[21][3]

## Upamiętnienie
5 października 2007 minister obrony narodowej Aleksander Szczygło mianował go pośmiertnie na stopień pułkownika. Awans został ogłoszony 9 listopada 2007 w Warszawie, w trakcie uroczystości „Katyń Pamiętamy – Uczcijmy Pamięć Bohaterów”.
Został upamiętniony symboliczną inskrypcją na pomniku katyńskim na Cmentarzu Pobitno w Rzeszowie

## Twórczość
- Zarys historji wojennej 17-go pułku piechoty. Warszawa: Wojskowe Biuro Historyczne, 1929, seria: Zarys historii wojennej pułków polskich 1918–1920.